# نولان صغير الأوراق
نولان صغير الأوراق (الاسم العلمي:Nolana microphylla) هو نوع نباتي يتبع جنس النولان من فصيلة الباذنجانية.